# Lepisorus albertii
Lepisorus albertii là một loài thực vật có mạch trong họ Polypodiaceae. Loài này được (Regel) Ching miêu tả khoa học đầu tiên năm 1983.